# Corinna Schumacher

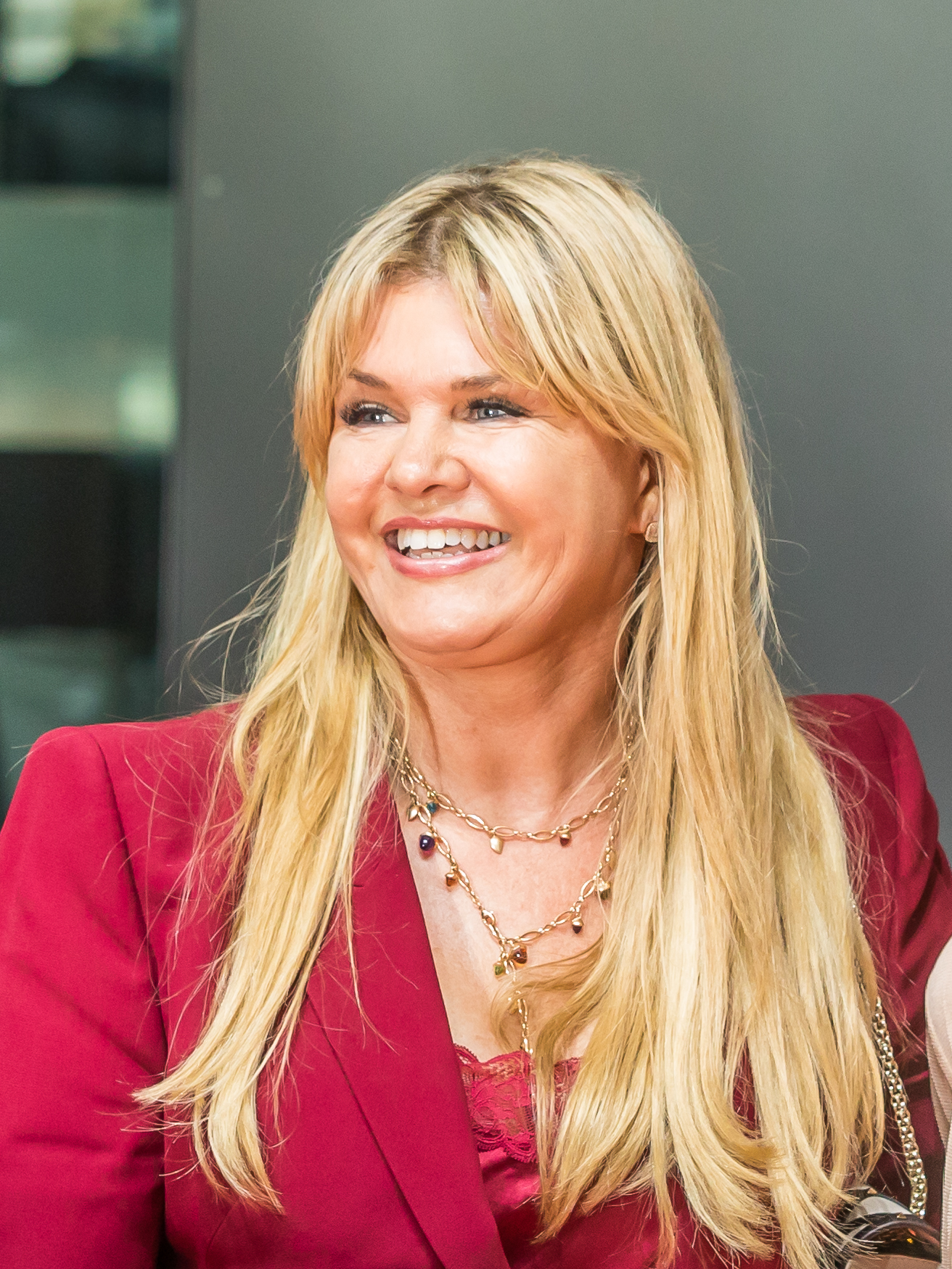
Corinna Schumacher, 2022

Corinna Schumacher (* 2. März 1969 als Corinna Betsch in Halver) ist eine deutsche Westernreiterin. Sie ist mit dem ehemaligen Automobilrennfahrer Michael Schumacher verheiratet.

## Leben und Karriere
Corinna Schumacher ist gelernte Bürokauffrau. Sie lernte als Freundin von Heinz-Harald Frentzen 1991 Michael Schumacher kennen. Am 1. August 1995 heirateten die beiden standesamtlich in Kerpen. Die kirchliche Trauung fand vier Tage später in der Kapelle auf dem Petersberg statt. Sie lebten bis 2008 in Vufflens-le-Château, danach in Gland. Ihr Sohn Mick (* 1999) ist ebenfalls Automobilrennfahrer. Ihre Tochter Gina-Maria (* 1997) betreibt ebenso wie sie Reining-Westernreiten und wurde 2019 Europameisterin.
Schumacher unterstützte 2006 die Tierrechtsorganisation PETA. Sie betreibt seit 2005 in Givrins im Schweizer Waadtland einen Reithof und ist Ausrichterin internationaler Reitturniere. Bei der Europameisterschaft im Westernreiten der National Reining Horse Association (NRHA) gewann sie 2010 die Goldmedaille. Im selben Jahr wurde sie Europameisterin im Reining-Westernreiten. Schumacher erreichte 2023 den Status einer NRHA „Two Million Dollar Owner“, was bedeutet, dass Pferde in ihrem Besitz mehr als zwei Millionen Dollar Preisgeld bei NRHA-Turnieren verdient haben. Diesen Status hatten bis 2023 weltweit nur zehn Besitzer erreicht.
2012 eröffnete sie die neu erbaute Pferdesportanlage XCS Ranch in Gordonville, Texas, auf der der Reining-Weltmeister von 2006, Duane Latimer, Trainer ist. Sie züchtet mit 130 Zuchtstuten erfolgreich Quarter Horses, darunter CS Sailing Gun, mit dem ihre Tochter Gina-Maria 2023 das 6666 National Reining Horse Association (NRHA) Non-Pro Derby gewann. CS Sailing Guns Vater, den Hengst Gunners Enterprise stellte Gina-Maria im Reining vor und mit der Mutterstute La Bigia Sailor nahm Corinna an Wettkämpfen teil.